# Klassische Dichotomie
Die Klassische Dichotomie ist in der klassischen makroökonomischen Theorie die Zweiteilung in den realen und den monetären Sektor einer Volkswirtschaft (Realwirtschaft und Finanzwirtschaft).
Danach wird das Preisniveau auf dem Geldmarkt bestimmt, während die realwirtschaftlichen Größen (z. B. Beschäftigung, Realeinkommen, Realzinssatz) auf den übrigen drei Märkten (Gütermarkt, Arbeitsmarkt, Kapitalmarkt) bestimmt werden.
Dahinter steht die Vorstellung, dass Preisniveaueffekte langfristig alle in Geldeinheiten ausgedrückten realwirtschaftlichen Größen gleichmäßig beeinflussen, so dass die Wirtschaftssubjekte keinen Anlass haben, ihre realwirtschaftlichen Dispositionen zu verändern. Beispiele: Bei steigendem Lohnsatz und somit steigendem Arbeitseinkommen werden die Privathaushalte die angebotene Erwerbsarbeit nicht verändern, wenn die Konsumgüterpreise um denselben Prozentsatz steigen, so dass das Realeinkommen gleich bleibt. Unternehmen, deren Absatzpreise steigen, werden dennoch nicht zusätzlich investieren, wenn auch die Löhne und Nominalzinsen (also die Kosten) in genau demselben Maß steigen usw.
Das Preisniveau wird in dieser Sichtweise langfristig allein vom Geldangebot bestimmt gemäß der Quantitätstheorie des Geldes, hat aber keinen dauerhaften realen Effekt (Geldschleier). Dieser Position steht u. a. die keynesianische Makroökonomik entgegen, bei der realer und monetärer Sektor in Wechselbeziehung stehen.